# Hafsa Hatun
Hafsa Hatun (turco ottomano: حفصہ خاتون, lett. "giovane leonessa"; anche nota come Hafize Hatun; Selçuk, ... – Bursa, ...; fl. XIV-XV secolo) è stata una principessa turca, figlia di Fahreddin Isa Bey, ultimo sovrano di Aydin, e una delle consorti del sultano ottomano Bayezid I.

## Biografia
Hafsa Hatun era figlia di Fahreddin Isa Bey, ultimo sovrano del beylik di Aydin, che nel 1390 fu conquistato senza combattere dal sultano ottomano Bayezid I. Nello stesso anno, Bayezid prese Hafsa come consorte, mentre Isa Bey fu esiliato a Iznik. Non è nota come la madre di nessuno dei figli di Bayezid. 
Sopravvisse a Bayezid, morto nel 1403 come prigioniero di guerra di Tamerlano, e morì a Bursa. Non è noto dove sia sepolta. 

## Beneficenza
Hafsa patrocinò la costruzione di diversi enti benefici, sia ad Aydin che nell'Impero ottomano. Fra il 1390 e il 1392 usò la sua dote per costruire la Moschea di Hafsa Hatun a Edirne (oggi in rovina). Costruì anche una fontana a Tiro e un rifugio per pellegrini a Bademiye.